# Toussaint Andarelli
 (janvier 2025).
La mise en forme du texte ne suit pas les recommandations de Wikipédia : il faut le « wikifier ».
Les points d'amélioration suivants sont les cas les plus fréquents :
- Les titres sont pré-formatés par le logiciel. Ils ne sont ni en capitales, ni en gras.
- Le texte ne doit pas être écrit en capitales (les noms de famille non plus), ni en gras, ni en italique, ni en « petit »…
- Le gras n'est utilisé que pour surligner le titre de l'article dans l'introduction, une seule fois.
- L'italique est rarement utilisé : mots en langue étrangère, titres d'œuvres, noms de bateaux, etc.
- Les citations ne sont pas en italique mais en corps de texte normal. Elles sont entourées par des guillemets français : « et ».
- Les listes à puces sont à éviter, des paragraphes rédigés étant largement préférés. Les tableaux sont à réserver à la présentation de données structurées (résultats, etc.).
- Les appels de note de bas de page (petits chiffres en exposant, introduits par l'outil «  Source ») sont à placer entre la fin de phrase et le point final[comme ça].
- Les liens internes (vers d'autres articles de Wikipédia) sont à choisir avec parcimonie. Créez des liens vers des articles approfondissant le sujet. Les termes génériques sans rapport avec le sujet sont à éviter, ainsi que les répétitions de liens vers un même terme.
- Les liens externes sont à placer uniquement dans une section « Liens externes », à la fin de l'article. Ces liens sont à choisir avec parcimonie suivant les règles définies. Si un lien sert de source à l'article, son insertion dans le texte est à faire par les notes de bas de page.
- La présentation des références doit suivre les conventions bibliographiques. Il est recommandé d'utiliser les modèles {{Ouvrage}}, {{Chapitre}}, {{Article}}, {{Lien web}} et/ou {{Bibliographie}}. Le mode d'édition visuel peut mettre en forme automatiquement les références.
- Insérer une infobox (cadre d'informations à droite) n'est pas obligatoire pour parachever la mise en page.

Pour une aide détaillée, merci de consulter Aide:Wikification.
Si vous pensez que ces points ont été résolus, vous pouvez retirer ce bandeau et améliorer la mise en forme d'un autre article.
 (janvier 2025).
Si vous disposez d'ouvrages ou d'articles de référence ou si vous connaissez des sites web de qualité traitant du thème abordé ici, merci de compléter l'article en donnant les références utiles à sa vérifiabilité et en les liant à la section « Notes et références ».
Toussaint Marie Andarelli, né le 2 janvier 1960 à Pastricciola et mort le 10 août 2022 à Ajaccio, est un champion du monde de kick-boxing, considéré comme un des principaux précurseurs des sports pieds-poings en Corse. Tout au long de sa vie, il a combiné carrière sportive, activisme social et engagement pour la jeunesse insulaire.

## Biographie

### Une famille de sportifs
Issu d'une fratrie de cinq garçons, Toussaint Andarelli était entouré de passionnés d'arts martiaux. Ses frères, Dominique, Matthieu, Justin et Jacques, sont tous des sportifs accomplis. Parmi eux, Matthieu Andarelli a particulièrement contribué à la promotion des sports de combat en Corse, précurseur et promoteur de la boxe thaïlandaise au milieu des années 1980, il s'est distingué, entre autres, en tant que créateur du Boxing Thaï Corsica.

### Parcours sportif
Toussaint commence le karaté à 14 ans à Ajaccio et obtient sa ceinture noire à 18 ans avant de s'engager dans les commandos de Marine à Lorient. De retour en Corse, 5 ans plus tard, il s'initie au full-contact en 1982 auprès de Martial Verone et, en 1984, cofonde avec son frère, Matthieu, l'Institut Corse de boxe américaine, première association officielle de la discipline en Corse.

### Il gravit rapidement les échelons
Palmarès :
- 1987 : Vice-champion de France amateur de boxe américaine.
- 1988 : Champion de France amateur de boxe américaine, et vice-champion de France de kickboxing.
- 1990 : Sélectionné en équipe de France, notamment lors d'une rencontre amicale contre l'équipe nationale du Canada, à Montréal.
- 1991 : Double champion d'Europe de boxe américaine.
- 1992 : Vice-champion du monde de boxe américaine contre Curtis Bush.
- 1994 : Champion du monde de kick-boxing professionnel après avoir battu l'Américain Curtis Bush.

47 combats en boxe américaine et kick-boxing (38 victoires, 2 nuls, 7 défaites).
Boxe anglaise :
Toussaint Andarelli était un homme imprégné de l'esprit guerrier depuis sa jeunesse. Cette fascination pour la lutte et la combativité l'accompagne tout au long de sa vie, le poussant à explorer différents styles de combat. À l'approche de la trentaine, il se lance dans la boxe anglaise, une discipline qui lui réserve une place particulière dans son cœur. Il effectue une dizaine de combats amateurs ! Son intérêt pour ce sport trouve son origine dans une amitié profonde avec Armand Vannucci, une légende locale de la boxe anglaise qui a marqué l'histoire de la discipline et celle de la Corse en affrontant, le  9 décembre 1963 au Palais des Sports de Paris devant près de 1 700 personnes, une des légendes de la boxe : Sugar Ray Robinson, six fois champion du monde, considéré comme l'un des plus grands boxeurs de tous les temps. Un match intense ou Vannucci a pris le dessus durant près de 15 rounds mais s’est vu finalement concéder un match nul par décision arbitrale. Armand Vannucci, né le 8 août 1935 à Conca, en Corse-du-Sud, est décédé le 27 novembre 2010 à Ajaccio. Il a débuté la boxe à l'âge de 14 ans, entamera sa carrière sur le ring en 1957. Elle sera courte mais intense. Son style de boxe, agressif et percutant, l'a rendu célèbre sur le circuit professionnel, attirant l'attention du public et de la presse spécialisée de l'époque. Même s’il n’avait jamais remporté de titres il donnera un nouvel élan à la discipline, relançant la boxe insulaire sur le continent.  

## Double champion d’Europe professionnel de boxe américaine
Le 5 mai 1991, Ajaccio, capitale administrative de la Corse, accueille un événement marquant dans l’histoire de la boxe américaine insulaire. Ce jour-là, Toussaint Andarelli combat pour le titre de champion d’Europe professionnel face au Britannique Trevor Ambrose, un adversaire expérimenté avec 155 combats à son actif. Cet affrontement, qui attire 1500 spectateurs venus de toute la Corse, représente un moment clé dans la carrière de Toussaint Andarelli.
Dès le début du combat, il devient évident qu’Ambrose a sous-estimé la détermination de son challenger. Malgré des mouvements rapides et des acrobaties techniques, le Britannique peine à désarçonner Andarelli, qui reste concentré et rigoureux. Après deux rounds d’observation, le Corse trouve son rythme et impose sa stratégie, basée sur l’esquive et la contre-attaque.
Le combat progresse avec intensité. Ambrose multiplie les tentatives offensives, lançant des crochets et des coups de pied circulaires, mais Andarelli répond avec calme et précision. Un coup de tête involontaire secoue le champion insulaire, mais il ne fléchit pas, suivant avec intelligence les consignes de son entraîneur.
Alors que le dernier round s’achève, l’issue semble incertaine. Toutefois, les juges, unanimes, reconnaissent la performance exceptionnelle de Toussaint Andarelli. Son engagement et sa ténacité lui valent de décrocher le titre de champion d’Europe professionnel de boxe américaine. Ce triomphe, obtenu devant un public conquis, marque une étape majeure dans son parcours sportif.
En décembre de la même année, Toussaint Andarelli remet son titre en jeu, à Corte, au cœur de la Corse, contre le challenger Italien Lagrasta, devant 1500 spectateurs. A l’issue de dix rounds intenses, Andarelli conserve sa ceinture de champion d'Europe professionnel.

### Engagement communautaire
Toussaint Andarelli a joué un rôle crucial dans la structuration des sports pieds-poings en Corse. Il a organisé des événements tels que la Corsica Cup, visant à promouvoir ces disciplines auprès des jeunes. Sensible aux enjeux sociaux, il a œuvré pour offrir des alternatives positives à la jeunesse, collaborant avec des instances locales et internationales comme l'ONU et l’Unicef.

### La Corsica Cup
Créée en 1990, la Corsica Cup est devenue un événement phare, accueillant des délégations du monde entier. Cet événement a contribué à populariser les sports pieds-poings en Corse tout en renforçant les liens culturels et sportifs internationaux.

## Récompenses
En 1994, après sa victoire au championnat du monde de kick-boxing sur l'Américain Curtis Bush, Toussaint Andarelli est honoré lors d'une cérémonie officielle à Ajaccio. Le maire de l'époque, Marc Marcangeli, le reçoit dans le salon napoléonien et lui remet symboliquement les clés de la ville en reconnaissance de sa carrière sportive. Cette distinction souligne son rôle emblématique dans la promotion des sports de combat en Corse.

## Cinéma
En plus de sa carrière sportive, Toussaint Andarelli s'est aventuré dans le monde du cinéma. En 1999, il joue dans le court-métrage Gniocchi, réalisé par Gérard Venturini. Il y incarne le rôle de "Ange", un personnage complexe, aux côtés d'acteurs renommés tels que Philippe Ambrosini et Joe Fondacci. Ce film illustre sa capacité à diversifier ses talents et à explorer de nouveaux horizons artistiques.

### Héritage
Toussaint Andarelli laisse un héritage durable en Corse, tant par ses réalisations sportives que par son impact communautaire. Après son décès, en 2022, la World Kickboxing Network lui a rendu hommage en créant un patch à son effigie, "Santu", symbole de son influence dans le monde des sports pieds-poings.